# Euroazjatycka Unia Celna

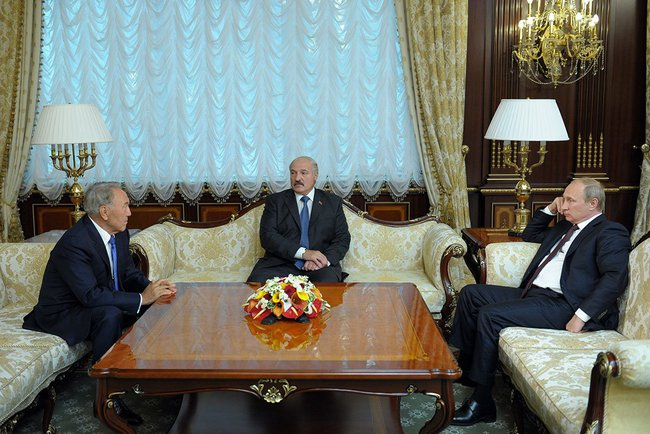
Spotkanie przywódców państw członkowskich Unii Celnej: Nursułtan Nazarbajew, Alaksandr Łukaszenka i Władimir Putin w Mińsku, 26 sierpnia 2014

Euroazjatycka Unia Celna (ros.: Таможенный союз ЕАЭС, do 1 stycznia 2015 r. Unia Celna Republiki Białorusi, Republiki Kazachstanu i Federacji Rosyjskiej, ros.: Таможенный союз Беларуси, Казахстана и России) – międzynarodowa umowa o powstaniu jednej przestrzeni celnej podpisany przez Rosję, Białoruś i Kazachstan. Kodeks celny pomiędzy państwami sygnatariuszami został podpisany 27 listopada 2009 roku Unia formalnie istnieje od 1 stycznia 2010 r., zaś od 1 lipca 2010 kodeks celny jest stosowany w relacjach handlowych pomiędzy Rosją i Kazachstanem a od 6 lipca także z Białorusią.
W lutym 2012 r. wniosek o przystąpienie do Unii złożyli Kirgistan i Armenia. Po ewentualnym przystąpieniu Kirigstanu, wniosek o przystąpienie ma złożyć Tadżykistan, bowiem jednym z warunków członkostwa w Unii jest posiadanie granicy z co najmniej jednym z państw członkowskich. Syria, Abchazja, Osetia Południowa również planują dołączyć się do Unii.
Z dniem 1 stycznia 2015 roku do sojuszu przystąpiły Armenia oraz Kirgistan, co spowodowało zmianę jego nazwy na Euroazjatycka Unia Celna.